# ダンダラカマイルカ

人間とのサイズ比較

ダンダラカマイルカ（Lagenorhynchus cruciger）はクジラ目ハクジラ亜目マイルカ科カマイルカ属に属するイルカである。
ダンダラカマイルカは南極圏から亜南極圏にかけての南の冷たい海域で生息している。カマイルカ属の中では最も小さな種類である。
長い間、ほとんど知られていなかった非常に珍しいイルカである。1820年に描かれた図版に基づき、1824年、QouyとGalmardによって新しい種であると確認された。標本に依らず目視だけで種として広く認められたものは、クジラ目としては、このダンダラカマイルカのみである。南極圏において数十年間におよぶ商業捕鯨が行われたにもかかわらず、1960年までに生物学者の下に届けられた標本はわずか3個体だった。現在まででもたった6体の完全な標本と14個体分の部分標本が調べられているに過ぎない。その他には、座礁した4体の調査や調査船による調査によって研究されている。

## 外見
身体の模様は白と黒からなり、このため捕鯨猟師からは「海のスカンク」とも呼ばれていた。身体の左右それぞれに、二つの白い模様が口から、眼、胸びれにかけてと、背びれの後方から尾びれにかけての二箇所にある。二つの白い模様は細い線状の白い模様で繋がっており、なんとなく砂時計のように見えるため、英名では"Hourglass Dolphin"、すなわち「砂時計イルカ」と呼ばれる。腹部は白く、その他の部分は黒である。学名のcrucigerはラテン語で十字型を意味する言葉から来ている。一方では砂時計と呼ばれ、他方では十字型と呼ばれているというのは、すなわちこのイルカの外観があまり正確には知られていなかったということを意味している。
海上でダンダラカマイルカを見分けるのは非常に容易である。同じくらいの体長で、同じような南の海域に棲むのはシロハラセミイルカだけであるが、シロハラセミイルカには背びれがないため、容易に区別できる。ダンダラカマイルカの背びれの形状の個体差は大きい。大雑把に言うと、長くて湾曲しており、特に年長の個体の場合の湾曲が目立つ。
成長すると体長1.8m、体重90kgから120kg程度になる。雌は雄に比べると若干小さくて軽い。（ただし、わずか9標本に基づくデータであるため、信頼性は高いとは言えない）

## 生息数と分布
南極の氷床の近くから南緯45度までの海域に生息する。最も北方の観測例は、南大西洋では南緯36度、南太平洋ではチリのValparaíso沖の南緯33度である。良く見られるのはニュージーランドの南のSouth Shetland Islands、アルゼンチンのTierra del Fuegoあたりである。これらの島々の近くでも、多数が生息しているようではないらしい。ある調査結果では現在の生息数は最低14万頭である。

## 行動
ダンダラカマイルカは5ないし10頭程度の群を成す。国際捕鯨委員会の調査では60頭程度の群も観察されている。イワシクジラ、ゴンドウクジラ、ハンドウイルカ、クロミンククジラ、シロハラセミイルカなどの他のクジラと同じ海域で餌を捕る。ナガスクジラと一緒にいることもかなり多い。そのため、捕鯨猟師はダンダラカマイルカを他の大きなクジラを探す目印として利用することもあった。

## 保護
ダンダラカマイルカは比較的多数生息すると考えられている。捕鯨の対象とされたこともない。混獲（別の漁の際に間違ってついでに捕獲されること）もほとんどない。各種汚染による影響もほとんどない。人間による影響がほとんどない、クジラ目としては珍しい種類と言える。